# Pergalumna indistincta
Pergalumna indistincta (лат.) — вид панцирных клещей из отряда Oribatida (Galumnidae). Вьетнам.

## Описание
Микроскопического размера клещи, длина менее 1 мм, размеры тела 547—614 × 381—415 мкм. Аданальные щетинки ad1 мелкие; срединные поры отсутствуют или представлены несколькими ямками. Рострум округлый. Покровы сильно склеротизованные, тёмные (основная окраска коричневая). Имеют 6 пар генитальных пластинок. Гистеросома округлая, несёт около 10 пар нотогастральных щетинок. На протеросоме расположены гребневидные уплощённые ламеллы.
Впервые был описан в 2011 году, а его валидный статус был подтверждён в ходе родовой ревизии, проведённой акарологами Сергеем Ермиловым (Тюменский государственный университет, Тюмень, Россия) и его коллегами.
Pergalumna indistincta морфологически сходен с видами P. paraindistincta из Индонезии и P. sura Balogh, 1997 из Неотропики (Balogh 1997; Ermilov et al. 2014).